# Roto Frank
Roto Frank AG — немецкая компания, которая существует на рынке с 1935 года. Штаб-квартира компании находится в г. Лайнфельдене (ок. Штутгарта), а центральный офис подразделения «Мансардные окна» размещен в г. Бад Мергентхайме (ок. Вюрцбурга).

## Roto Frank Мансардные окна
Поставка всей продукции Roto Frank осуществляется с трех заводов: два завода в Германии и один завод в Польше. На заводе в г. Бад Мергентхайме (Германия) производятся мансардные окна из ПВХ, оклады, солярные системы, аксессуары. В г. Нойзасс (Германия) находится завод по производству чердачных лестниц. Третий завод расположен в г. Любартове (Польша). Здесь организован полноценный процесс сборки мансардных окон из дерева и ПВХ для всех стран Европы.
Польская фирма Roto Frank Мансардные окна существует с 1995 года. Штаб-квартира и завод расположены в г. Любартов (ок. Люблина), где работает приблизительно 450 человек. На фабрике производятся окна из дерева и ПВХ, а также аксессуары, такие как жалюзи, рулонные шторы, маркизы, рольставни. Продажа мансардных окон, аксессуаров и чердачных лестниц производится практически на всех континентах мира. Тем не менее, польская фирма представляет собой центр снабжения для рынков Восточной Платформы: Польши, Украины, Беларуси, Литвы, Латвии, Эстонии, России.
В России официальным дистрибьютором мансардных окон Roto является Группа компаний «Металл Профиль» — ведущий производитель кровельных и фасадных систем.

## Награды
- 2010 — производственное предприятие Roto в г. Бад Мергентхайм (Германия) получило титул «Лучшее производство Германии в 2010 году» в рамках конкурса Industrial Excellence Award, который является самым требовательным и пользующимся международной репутацией в промышленной отрасли.
- 2011 — Лучшие окна и двери 2011 — VIP награды для Roto.[2] В категории «Мансардное окно Энергия Премиум» награду получило окно Roto Designo R8NE, а в категории «Комфорт и Инновации» наградой отмечено окно Roto Designo R7.
- 2012 — Признание за финансовую стабильность — «Top Rating 1», где оценку представило немецкое Торговое агентство Hoppenstedt (Хоппенштедт) в рамках исследования «CreditCheck».[3]